# Pyrenopeziza riccia
Pyrenopeziza riccia är en svampart som först beskrevs av Pier Andrea Saccardo, och fick sitt nu gällande namn av Jean Louis Emile Boudier 1907. Pyrenopeziza riccia ingår i släktet Pyrenopeziza, ordningen disksvampar, klassen Leotiomycetes, divisionen sporsäcksvampar och riket svampar.   Inga underarter finns listade i Catalogue of Life.